# Retie
Retie és un municipi belga de la província d'Anvers a la regió de Flandes. Limita al nord-oest amb Oud-Turnhout, al nord amb Arendonk, a l'oest amb Kasterlee, a l'est amb Mol, al sud-oest amb Geel, i al sud-oest amb Dessel.

## Evolució de la població

### Seglexix
| Any      | 1806  | 1816  | 1830  | 1846  | 1856  | 1866  | 1876  | 1880  | 1890  |
| -------- | ----- | ----- | ----- | ----- | ----- | ----- | ----- | ----- | ----- |
| Població | 1.956 | 1.745 | 2.363 | 2.639 | 2.659 | 2.633 | 2.635 | 2.581 | 2.639 |
|          |       |       |       |       |       |       |       |       |       |

### Segle XX (fins a 1976)
| Any      | 1900  | 1910  | 1920  | 1930  | 1947  | 1961  | 1970  | 1976  |  |
| -------- | ----- | ----- | ----- | ----- | ----- | ----- | ----- | ----- |  |
| Població | 2.896 | 3.486 | 3.552 | 3.900 | 4.658 | 5.820 | 6.619 | 6.927 |  |
|          |       |       |       |       |       |       |       |       |  |

### 1977 ençà
| Any       | 1977  | 1980  | 1985  | 1990  | 1995  | 2000  | 2005   |
| --------- | ----- | ----- | ----- | ----- | ----- | ----- | ------ |
| Població  | 7.945 | 8.295 | 8.707 | 9.020 | 9.440 | 9.733 | 10.168 |
| Font: NIS |       |       |       |       |       |       |        |

## Personatges il·lustres
- Lodewijk de Koninck (1838-1924), escriptor flamenc.